# Zespół Carpentera
Zespół Carpentera – należy do grupy rzadkich zaburzeń genetycznych zwanych akrocefalopolisyndaktyliami lub ACPS. We wszystkich przypadkach zachorowań ACPS występuje: błona między palcami lub ich zrost (syndaktylia) i/lub dodatkowe palce u rąk lub stóp (polidaktylia), przedwczesne zamknięcie się połączeń włóknistych kości (szwów czaszki) pomiędzy niektórymi kośćmi w czaszce – kraniosynostoza – co powoduje, że szczyt głowy jest spiczasty – ma kształt stożka (akrocefalia).

Przeczytaj ostrzeżenie dotyczące informacji medycznych i pokrewnych zamieszczonych w Wikipedii.